# Дренович, Урош
Урош Дренович (сербохорв. Урош Дреновић / Uroš Drenović; 11 ноября 1911, Ситница — 29 мая 1944, Баня-Лука) — югославский военачальник, воевода Югославских войск на Родине. В годы Второй мировой войны сначала примкнул к партизанскому движению, в августе 1941 года захватив Мрконич-Град. В ходе войны он занимался проюгославской четницкой пропагандой в 3-м Краинском партизанском отряде, а после раскола сопротивления отказался сотрудничать с НОАЮ, ушёл в ряды югославских четников и принял титул воеводы. В апреле 1942 года Дренович был разбит партизанами и ушёл в Баня-Луку, где начал сотрудничать с Независимым государством Хорватия и режимом усташей. Воевал против партизан до своей гибели в мае 1944 года после бомбардировок Баня-Луки союзниками.

## Биография
Урош Дренович родился 11 ноября 1911 года в местечке Ситница (ныне община Рибник Боснии и Герцеговины) у горы Маняча. Окончил педагогическое училище в Сараево и работал директором школы недалеко от Баня-Луки. Служил в Югославской королевской армии, поручик запаса.

## Народно-освободительная война

### Восстание в Боснийской Краине
После раздела Югославии и образовании Независимого государства Хорватия на оккупированной территории стали подниматься одно за другим восстания. 4 июля 1941 года решение о начале вооружённого выступления приняла Коммунистическая партия Югославии, и 27 июля первые восстания вспыхнули в Боснии, наиболее сильные на юго-западе страны, однако особых успехов коммунисты не добились.
29 августа Урош Дренович со своими войсками освободил Мрконич-Град, но спустя четыре дня домобранство Хорватии отбило его, а коммунисты обвинили Дреновича в провале, плохой дисциплине и ненависти к мусульманам в партизанских частях. В сентябре в Рибнике, Яне и на Пливе были образованы четыре батальона добровольцев: Дренович принял командование 3-м партизанским батальоном имени Петара Кочича и настрого запретил туда назначать политических комиссаров к ротам. В этой партизанской зоне руководство сопротивлением осуществляли сербские националисты, чем и воспользовался Дренович, приказав арестовать боснийских коммунистов (славян-мусульман) как неблагонадёжных, а также пригрозив партизанскому командованию в Боснийской Краине ответными мерами в случае вмешательства.
26 сентября 1941 года в Столице (на территории марионеточного сербского государства) командование сил сопротивления приняло решение об утверждении единого устава и тактики боёв против нацистов и их помощников. В результате в октябре — ноябре 1941 года на основе ряда подразделений (в том числе 3-го батальона имени Петара Кочича) были созданы три партизанских отряда. Дренович стал заместителем командира в 3-м Краинском партизанском отряде, который обязался занять Центральную Боснию. В этом регионе у четников была сильная политическая поддержка: из 34 рот в отряде только в 13 насчитывались организации при Коммунистической партии Югославии, только в 11 ротах были командиры — члены КПЮ, только в 18 ротах были политические комиссары. Подавляющее большинство коммунистов составляли хорваты и боснийцы, к которым презрительно относились местные крестьяне (преимущественно сербы). Дренович же испытывал реальную симпатию к идеологии четников: он относился неприязненно к хорватским фашистам и их союзникам, однако, согласно историку Марко Аттила Хоаре, умел скрывать свои чувства. В октябре его партизанский отряд намеревался занять деревню Црлени, пытаясь заодно убедить старосту-боснийца направить в отряд пять человек. Тот отказался, и отряд пошёл штурмом на деревню, но стараниями большей части отряда село удалось спасти от мародёрства и разграбления.
26 ноября 1941 года Дренович на встрече штаба командования 3-го Краинского партизанского отряда заявил, что готов будет сотрудничать с итальянскими оккупационными силами, которые могут остановить усташский террор и спасти югославское гражданское население. НОАЮ, в частности коммунисты безоговорочно осудили его решение, но не смогли ничего сделать, чтобы разубедить его. Дренович также заявил, что его 3-й батальон имени Петара Кочича не будет воевать против итальянцев, но под давлением согласился помогать другим батальонам в их действиях в том случае, если итальянцы окажутся на контролируемой 3-м батальоном территории. Командование 3-го Краинского партизанского отряда разрешило переименовать Дреновичу отряд в «Военно-четницкий отряд». 10 декабря деятели КПЮ из 3-го Краинского партизанского отряда сделали вывод, что около половины штаба не доверяют коммунистам и тем кто их поддерживает и не считают их лидерами в сопротивлении. Партизанский штаб Боснийской Краины сделал свои выводы: командование 3-го Краинского партизанского отряда не собиралось изгонять оттуда четников или ослаблять их проюгосдавскую монархическую пропаганду. В начале февраля 1942 года Дренович выступил на встрече, где предлагали вернуть 7-й Гламочский партизанский батальон, называвшийся «четницким», в ряды партизанского движения. Дренович выступал за то, чтобы оставить отряд под контролем четников, однако его выдворили со встречи, а батальон вернули в партизанские ряды. 6 февраля командование 1-го, 2-го и 4-го батальонов 3-го Краинского партизанского отряда приняло решение напасть на Мрконич-Град и убедить Дреновича продолжить войну как против усташей, так и итальянских войск. Под давлением Дренович вынужден был пойти в бой, но он беспрепятственно пропустил итальянцев, позволив тем атаковать партизан с тыла. Согласно партизанским источникам, Дренович выдал усташам и итальянцам план нападения на Мрконич-Град.

### Сотрудничество с усташами

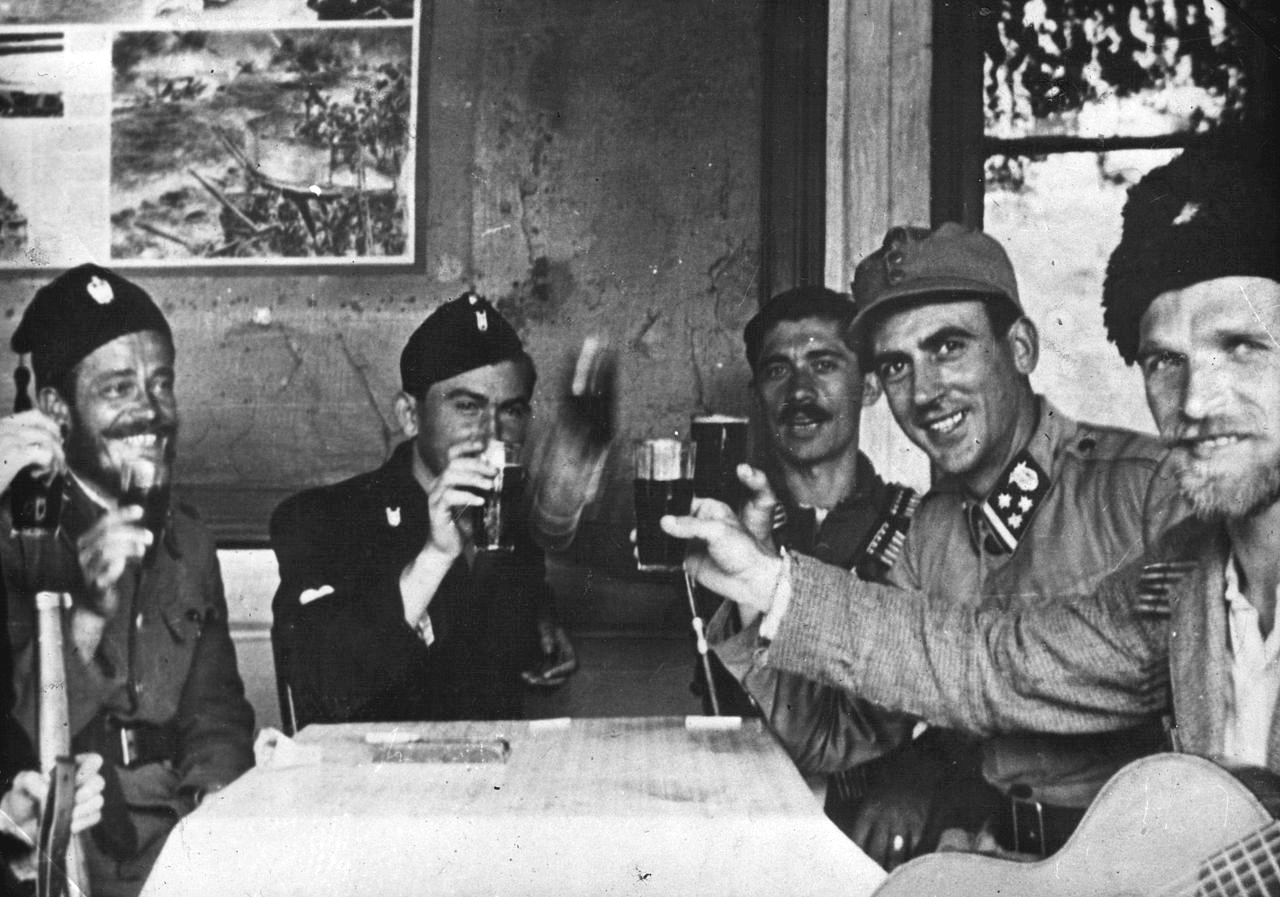
Урош Дренович (крайний слева) и усташи пьют вместе

Многие партизанские части сбежали к четникам, поверив их пропаганде. Во второй половине апреля 1942 года партизаны начали вести тотальную агрессивную войну против дезертиров. Наступление возглавил Грмечский ударный противочетницкий батальон, который был сформирован месяцем ранее из наиболее верных бойцов. В результате наступления четницкий отряд «Петар Кочич» был полностью разгромлен, а Дренович сбежал в Мрконич-Град, сдавшись усташам. 27 апреля он пошёл на сговор с усташами и подписал с ними соглашение. В этом соглашении было 8 пунктов, по которому четники-коллаборационисты обязались прекратить вражду с усташами, что домобранство Хорватии обязуется защищать югославские населённые пункты, особенно деревни от партизан, а усташи помогают четникам-коллаборационистам в борьбе против партизан. Усташи также обязались соблюдать гражданские и религиозные права и свободы югослав Боснийской Краины, а Дренович признавал независимость Хорватии. Историк Энвер Реджич списывает это соглашение на крайнюю военную и политическую необходимость для борьбы против югославских народно-освободительных сил Тито; оно не отвечало ни интересам четников-коллаборационистов, ни интересам Независимого государства Хорватии. Однако это соглашение, по словам Реджича, подорвало авторитет как усташей среди хорватов и боснийцев, так и четников-коллаборационистов среди югослав.

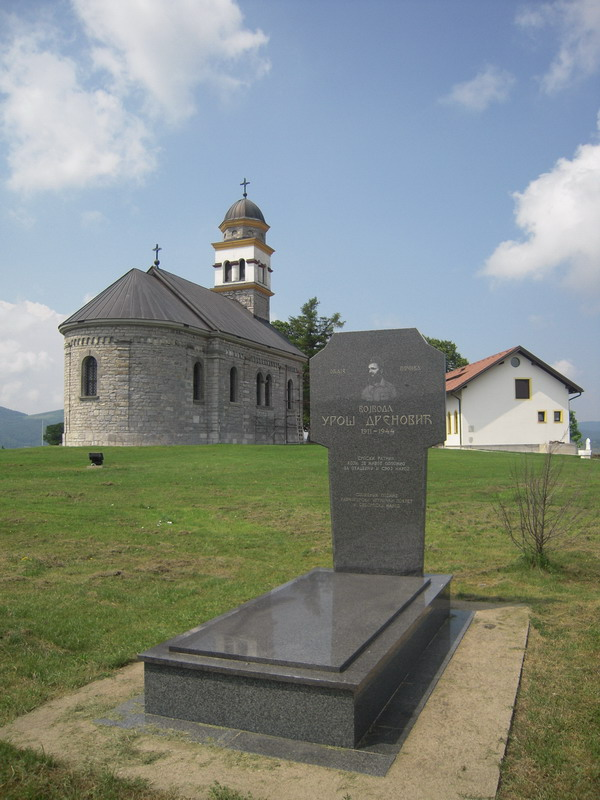
Могила Уроша Дреновича в Клисинском монастыре

Власти НГХ признали необходимость альянса, поскольку рассчитывали, что четники-коллаборационисты ослабят партизан. 30 апреля власти подтвердили права Дреновича и его войск перемещаться в полном вооружении для боёв против партизан. Пресса НГХ вскоре распространила вести о том, что Дренович и власти НГХ заключили сделку, а югославское общество раскололось в своём отношении к этому поступку Дреновича. К маю 1942 года Дренович имел в своём подчинении 350 четников. В середине месяца он договорился с офицером из генерального штаба войск НГХ в Баня-Луке о взаимопомощи во время боёв против партизан и вскоре стал самым влиятельным воеводой четников-коллаборационистов в Западной Боснии. Тем же летом после наведения порядка в части итальянской оккупационной зоны Югославии Дренович и некоторые лидеры четницких отрядов, а также их политические представители встретились с командованием 2-й итальянской армии и были признаны союзниками итальянцев. Командир итальянских войск, генерал Марио Роатта разрешил поставлять четникам Уроша Дреновича оружие, боеприпасы и продовольствие; на тех же самых условиях с итальянцами договорились о помощи Мане Роквич, Бранко Богунович, Стево Радженович и Момчило Джуич. Историк Сабрина Рамет считает, что это сотрудничество было вызвано страхом перед партизанами, но дополнено неопределённостью и недоверием друг к другу. К июню четники Дреновича уничтожили около 600 человек за время боёв.
В 1943 году Дренович был награждён Орденом Звезды Карагеоргия по указу короля Петра II: к награде его представлял лично генерал четников Дража Михаилович. После капитуляции Италии Дренович договорился о сотрудничестве и взаимопомощи с германцами, а в конце года получил известие о том, что усташские части будут в районах, где проживают сербы. В октябре 1943 года команда 1-го батальона 4-й дивизии «Бранденбург» под командованием оберлейтенанта Германа Кирхнера начала действовать совместно с четниками Дреновича в северо-западной Боснии, отправляя группы разведки и устанавливая контакты с крестьянами-антикоммунистами, которые помогали следить за партизанскими подразделениями и их передвижениями. Под командованием Дреновича к концу 1943 года было 950 человек, которые были расквартированы у Гламоча и горы Маняча. К следующему году он командовал отрядом всего из 400 человек, и только его отряду усташи могли доверять в полной мере.
Во время войны Дреновичу также присвоили звание воеводы четников.

### Гибель
29 мая 1944 года Урош Дренович погиб при авианалёте западных союзников на Баня-Луку. Похоронен в Клисинском монастыре у Приедора. Ежегодно некоторые члены Сербской православной церкви и Равногорского движения четников организуют памятные мероприятия, чтобы почтить память Дреновича и его деяния, совершённые в 1941 году. В 2014 году на церемонии впервые не было никого из официальных лиц Республики Сербской и властей Приедора.

### Книги
- Nikica Barić. Relations between the Chetniks and the Authorities of the Independent State of Croatia, 1942–1945 // Serbia and the Serbs in World War Two / ed. Sabrina P. Ramet, Ola Listhaug. — London: Palgrave Macmillan, 2011. — С. 175–200. — ISBN 978-0-230-27830-1.
- Fotini Christia. Alliance Formation in Civil Wars. — Cambridge, New York: Cambridge University Press, 2012. — ISBN 978-1-107-02302-4.
- Vladimir Dedijer. The War Diaries of Vladimir Dedijer. — Ann Arbor, Michigan: University of Michigan Press, 1990. — Vol. 2. — ISBN 978-0-47210-109-2.
- David Greentree. Knight's Move: The Hunt for Marshal Tito, 1944. — Oxford: Osprey Publishing, 2012. — ISBN 978-1-78096-461-4.
- Marko Attila Hoare. Genocide and Resistance in Hitler's Bosnia: The Partisans and the Chetniks, 1941–1943. — New York: Oxford University Press, 2006. — ISBN 978-0-19-726380-8.
- Marko Attila Hoare. Bosnian Muslims in the Second World War. — Oxford: Oxford University Press, 2013. — ISBN 978-0-231-70394-9.
- Matteo J. Milazzo. The Chetnik Movement & the Yugoslav Resistance. — Baltimore, Maryland: Johns Hopkins University Press, 1975. — ISBN 978-0-8018-1589-8.
- Sabrina P. Ramet. The Three Yugoslavias: State-Building and Legitimation, 1918–2005. — Bloomington, Indiana: Indiana University Press, 2006. — ISBN 978-0-253-34656-8.
- Enver Redžić. Bosnia and Herzegovina in the Second World War. — Abingdon-on-Thames: Frank Cass, 2005. — ISBN 978-0-7146-5625-0.
- Savo Trikić, Dušan Repajić. Proleterski bataljon Bosanske krajine. — Beograd: Vojnoizdavački zavod, 1982.
- Jozo Tomasevich. War and Revolution in Yugoslavia, 1941–1945: The Chetniks. — Stanford, California: Stanford University Press, 1975. — ISBN 978-0-8047-0857-9.

### Документы
- G-2 (PB). The Četniks: A Survey of Četnik Activity in Yugoslavia, April 1941 – July 1944. — Caserta, Italy: Allied Forces Headquarters, 1944.